# Nationaal Automuseum MAUTO

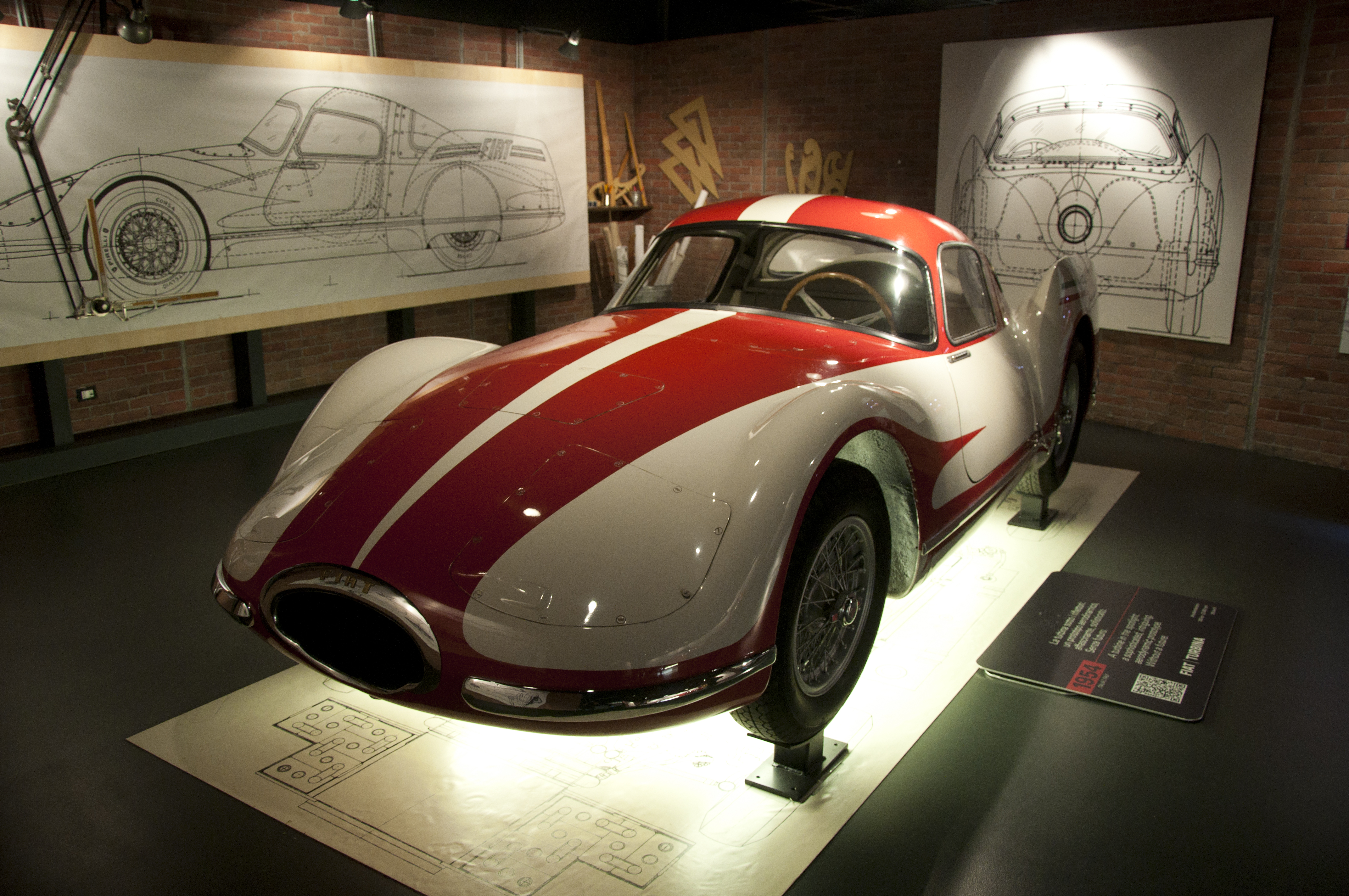
MAUTO

Het Nationaal Automuseum van Turijn (Italiaans: Museo Nazionale dell'Automobile di Torino) of MAUTO is een automuseum in het Italiaanse Turijn. De voorloper van het museum werd opgericht in 1933; het opende in 1960 en schetst de ontwikkeling van de automobiel vanaf het prille begin tot nu. De collectie telt meer dan 200 auto's van 80 merken uit 10 landen. In 2011 werd een moderne nieuwbouw geopend die het bestaande museum uitbreidde tot 19 000 vierkante meter. Het museum heeft ook een bibliotheek, een documentatiecentrum en een restauratiecentrum voor oldtimers.